# Ana Biškić
Ana Biškić (* 9. Juli 1999) ist eine kroatische Tennisspielerin.

## Karriere
Biškić spielt vor allem auf der ITF Women’s World Tennis Tour, wo sie aber noch keinen Titel gewinnen konnte.
2018 gab Biškić ihren Einstand für die kroatische Fed-Cup-Mannschaft. In der Begegnung gegen Estland verlor sie sowohl ein Einzel als auch das Doppel an der Seite ihrer Partnerin Tena Lukas.
Ihr bislang letztes internationale Turnier spielte Ana Biškić im Juli 2018. Sie wird daher nicht mehr in der Weltrangliste geführt.